# Програма НАТО з інвестицій у безпеку
Програ́ма НА́ТО з інвести́цій у безпе́ку, NSIP (англ. NATO Security Investment Program, NSIP) — капітальний інвестиційний фонд для формування та підтримки операційних потужностей військового командування, що виходить за межі національних оборонних бюджетів окремих країн-членів Організації Північноатлантичного договору.
Програма сприяє вдосконаленню оборонних можливостей НАТО і підвищує здатність до взаємодії між країнами-учасницями Альянсу. Вона є важливим фактором для існування інтегрованої командної структури НАТО та нових країн Альянсу. NSIP забезпечує усталений механізм упровадження капітальних інвестицій у формі спеціальних пакетів у відповідь на операційні вимоги Стратегічного командування.
Програма була започаткована 1951 року для спільного фінансування програм НАТО в країнах-учасницях. Бюджет програми в різні роки змінювався з урахуванням потреб Альянсу. Так, наприклад, у 2011 році бюджет становив близько 785 млн євро / на рік. А у 2014 році близько 600 млн євро, з них частка тільки від США, відповідно до державного бюджету, який ухвалив Конгрес, у 2014 році становить близько 260 млн доларів США.

## Інвестиційні проекти NSIP
- створення інтегрованої структури командування НАТО;
- розгортання системи HQ зв'язку та підтримка багатонаціональних оперативних сил та сил реагування НАТО;
- створення спільного інтегрованого центру командування в Ставангері (Норвегія);
- створення навчального центру об'єднаних сил у Бидгощі (Польща);
- створення об'єднаного навчального центру в Лісабоні (Португалія);
- створення центру програмування в Глонсі (Бельгія);
- створення центру обслуговування радіоелектронної боротьби в Йовілтоні (Велика Британія);
- створення стратегічного аеродрому та військово-морської бази.